# Deutschland (Schiff, 1906)
Die Deutschland war das erste von fünf Linienschiffen der Deutschland-Klasse, der letzten Schiffsklasse der Kaiserlichen Marine, die man als Einheitslinienschiffe bezeichnet. 1906 bis 1917 war das Schiff im Flottendienst, 1920 wurde es aus der Liste der Kriegsschiffe gestrichen und bis 1922 abgewrackt.

## Baugeschichte
Die Deutschland wurde auf der Germaniawerft in Kiel als Typschiff einer neuen Klasse unter der Aufsicht von August Müller gebaut, wo ihre Kiellegung am 20. Juli 1903 als Vermehrungsbau „N“ erfolgte. Am 19. November 1904 fand der Stapellauf statt, wobei Kaiser Wilhelm II. das Schiff nach der Taufrede des deutschen Reichskanzlers Bernhard von Bülow taufte. Sie war das sechste auf der Germaniawerft für die Kaiserliche Marine gebaute Linienschiff.
Die Deutschland war 127,6 m lang, 22,2 m breit und hatte einen Tiefgang von 8,23 m. Voll ausgerüstet verdrängte sie 14.218 t. Angetrieben von Verbunddampfmaschinen mit dreifacher Dampfdehnung, die 16.990 PSi erzeugten, erreichte sie eine Höchstgeschwindigkeit von 18,6 kn. Bei einer Marschgeschwindigkeit von 10 kn konnte sie 4.800 sm zurücklegen. Sie war nach der Undine das zweite Schiff der Kaiserlichen Marine mit einem Kreiselkompass der Firma Anschütz-Kaempfe, der aber immer noch ein Entwicklungsmodell war.
Ihre Hauptbewaffnung bestand aus vier Krupp-Schnellfeuergeschützen des Kalibers 28,0 cm L/40 in zwei Zwillingstürmen an den Enden der Aufbauten.
Dazu hatte sie vierzehn 17-cm-Geschütze, die alle in Kasematten aufgestellt waren, und zwanzig 8,8-cm-Geschütze. Darüber hinaus verfügte sie über sechs 45-cm-Torpedorohre, alle unter dem Wasserspiegel.
Am 3. August 1906 kam die Deutschland noch kurz vor der Dreadnought in Dienst. Die Deutschland und die noch folgenden Schiffe ihrer Klasse waren nicht mehr zeitgemäß, da sie in Größe, Panzerung, Feuerkraft und Geschwindigkeit dem neuen Dreadnought-Linienschiff unterlegen waren. Die Frage, warum diese fünf deutschen Linienschiffe und auch der Panzerkreuzer Blücher noch unverändert vollendet wurden, hatte vermutlich Kostengründe. Eine Änderung und Vergrößerung hätte höhere Kosten verursacht, deren Finanzierung nicht gesichert war. Dazu stellte die realisierte Größe das größte Maß für den Kaiser-Wilhelm-Kanal und die Schleusen in Wilhelmshaven dar. Schon diese Schiffe mussten für die Kanalpassage ihre unteren Kasemattgeschütze so weit wie irgendmöglich einziehen.

## Flottenflaggschiff
Am 26. September wurde die Deutschland das Flaggschiff des Prinzen Heinrich, des neuen Chefs der Aktiven Schlachtflotte. Sie nahm seitdem an den vielen Übungen der Schlachtflotte in Nord- und Ostsee, aber auch im Atlantik teil. Taktisch war sie ein Teil des II. Geschwaders, wo sie die aus der Flotte ausscheidende Weißenburg ersetzte. Das Zweite Geschwader bestand bei ihrem Eintritt aus den fünf Schiffen der sehr ähnlichen Braunschweig-Klasse und zwei Linienschiffen der alten Brandenburg-Klasse. Im August 1907 lief sie nach den Sommermanövern der Hochseeflotte, wie die Schlachtflotte seit dem 16. Februar 1907 hieß, mit dem Kaiser nach Swinemünde, um den mit der Yacht Standart eintreffenden Zaren Nikolaus II. zu empfangen. Im Winter wurde eine stärkere Funkanlage auf der Deutschland eingebaut. 1908 konnte Prinz Heinrich seinen Wunsch nach einer Atlantikreise der Flotte endlich umsetzen. Die Flotte lief am 13. Juli aus und kehrte am 13. August 1908 wieder zurück. Die Deutschland lief in den Übungspausen Funchal und Santa Cruz de Tenerife an. Bei der Zweiten Atlantikreise 1909 besuchte sie dann Bilbao.
Zwischen dem Flottenchef und dem Staatssekretär im Reichsmarineamt, Admiral Alfred von Tirpitz, bestanden seit Ende 1908 erhebliche Differenzen. Der Kaiser entschied sich für Tirpitz und gegen seinen Bruder, den er zum Großadmiral beförderte und zum Generalinspekteur der Marine ernannte.
Am 2. Oktober 1909 setzte der bisherige Chef des I. Geschwaders; Vizeadmiral Henning von Holtzendorff, seine Flagge als neuer Flottenchef auf der Deutschland. Im Winter erhielt die Deutschland neue Scheinwerfer und als erstes Schiff der Flotte einen Röntgenapparat. Im November 1911 sollte sie den Kaiser von Kiel zur Einweihung der Marineschule nach Flensburg-Mürwik bringen. Wegen des niedrigen Wasserstandes konnte das Schiff nicht nach Mürwik einlaufen und der Kaiser musste auf das Depeschenboot Sleipner umsteigen. Im März 1911 fuhr der Kaiser auf der Deutschland nach Helgoland. Im Oktober 1911 schied die Deutschland aus dem Geschwaderdienst aus, da der Reichstag den zusätzlichen Dienst eines Flottenflaggschiffes als 17. Linienschiff im Dienst zugelassen hatte.
Auf Wunsch des Kaisers wurde im Januar der Flottenchef abgelöst. Sein Nachfolger, Vizeadmiral Friedrich von Ingenohl, übernahm am 29. Januar auf Deutschland das Kommando, wechselte aber schon am folgenden Tag auf die Friedrich der Große.
Die Deutschland trat wieder zum II. Geschwader an den Platz der ausgeschiedenen Braunschweig. Im Februar war sie einmal kurzzeitig Flaggschiff des Zweiten Admirals, Konteradmiral Wilhelm Souchon und im Herbst auch nochmals kurz Flottenflaggschiff.

## Kriegseinsatz
Deutschland und ihre vier Schwesterschiffe waren der Hochseeflotte im II. Geschwader zugewiesen.
Bei Ausbruch des Ersten Weltkrieges verlegte das Geschwader in die Elbmündung, behielt aber die Möglichkeit gegebenenfalls auch schnell in die Ostsee verlegen zu können.
Diese Einheit nahm an allen Flottenaktionen bis zur Skagerrakschlacht teil.
Am 2. April 1916 wurde das ehemalige Flottenflaggschiff nach einem Werftaufenthalt in Hamburg das Flaggschiff des II. Geschwader unter dem Kommando von Konteradmiral Franz Mauve.
Vor dem Skagerrak war die Deutschland das Spitzenschiff der 3. Division des II. Geschwaders. Diese schwächsten anwesenden Linienschiffe fuhren in der Schlachtlinie hinten. Während des sogenannten „Run to the North“ befahl der Flottenchef, Vizeadmiral Reinhard Scheer, die sich zurückziehenden Einheiten der britischen „5th Battle Squadron“ mit Höchstfahrt zu verfolgen. Die Deutschland und ihre Schwesterschiffe waren deutlich langsamer und fielen zurück. Als die Grand Fleet erschien, befand sich Scheer in erheblicher Unterzahl. Die Manöver seiner Flotte wurden auch deutlich von der Absicht bestimmt, die Schiffe seines alten Geschwaders nicht durch einen übereilten Rückzug zu opfern.
Scheer entschloss sich zu einer Gefechtskehrtwende um 180° auf den erreichten Positionen. Die zurückgefallenen Schiffe des II. Geschwaders liefen dadurch nicht den gleichen Kurs wie das Gros. Aber die Deutschland und die anderen fünf Schiffe des Geschwaders befanden sich dadurch auf der nicht im Gefecht befindlichen Seite. Admiral Mauve beabsichtigte erst seine Schiffe wieder an das Ende der Linie hinter die Schiffe des III. Geschwaders zu führen. Als er erkannte, dass dies die Bewegungen von Vizeadmiral Franz Hippers Schlachtkreuzern behindern würde, versuchte er an das vordere Ende der Linie zu gelangen. Dies führte dazu, dass seine Schiffe am ersten Tag kurz ins Gefecht mit einigen Schlachtkreuzern kamen, aber diese selbst kaum erkennen konnten. Die Deutschland feuerte in dieser Phase nur eine Salve, die selbst getroffene Schleswig-Holstein mangels Erkennbarkeit eines Ziel keinen einzigen Schuss.
Während des Nachtmarsches fielen die Schiffe dann doch hinter die großen Linienschiffe zurück und befanden sich hinter der König und vor den schwer angeschlagenen Schlachtkreuzern.
In den Morgenstunden des folgenden Tages wurden sie von britischen Zerstörern angegriffen. Während Deutschland, König und andere vor den Torpedos wegdrehen konnten, wurde die hinter der Deutschland fahrende Pommern von mindestens einem Torpedo offensichtlich in einem Magazin getroffen und in einer gewaltigen Explosion zerstört. Teile des Schiffes fielen auf die Deutschland.

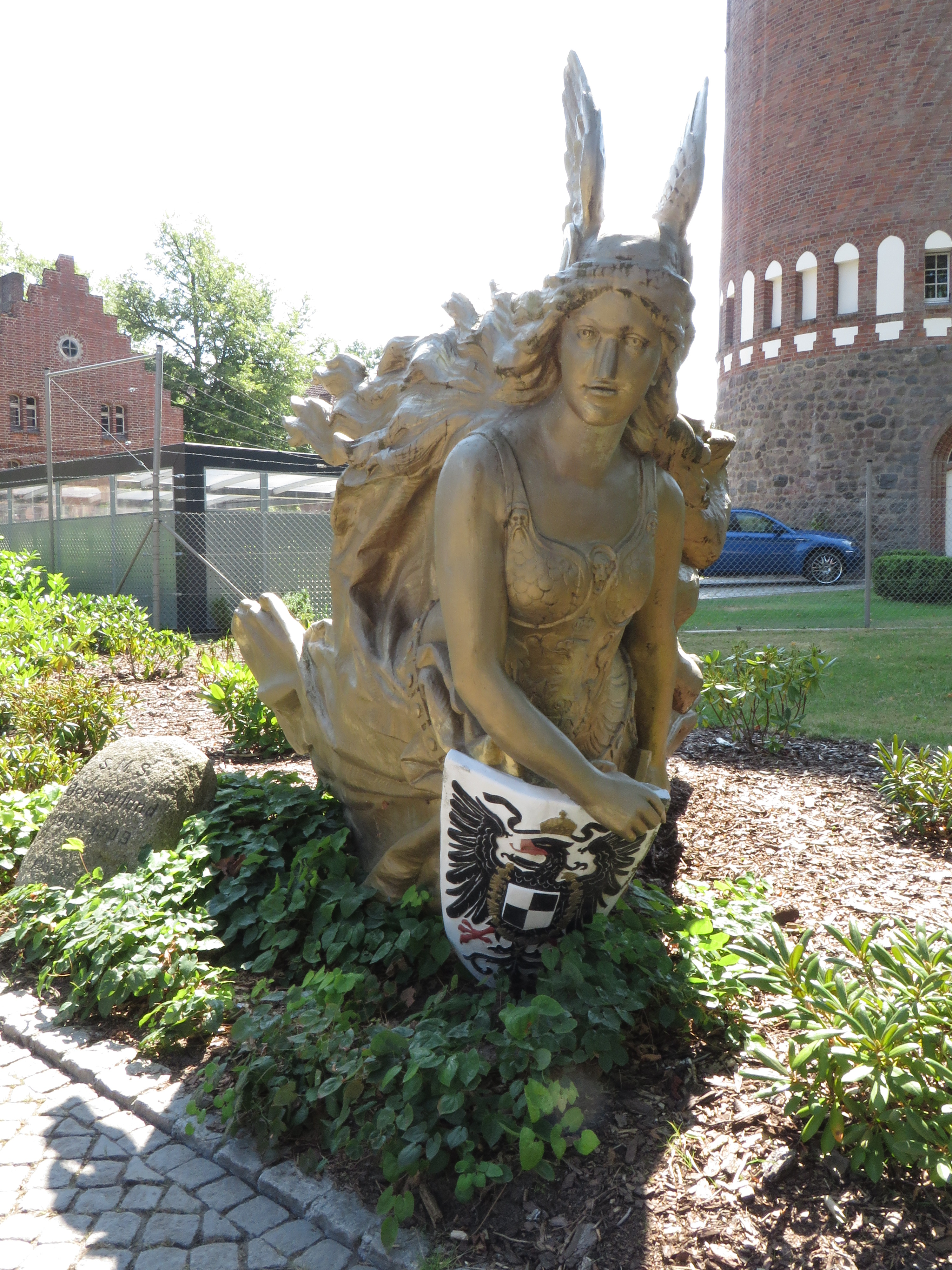
Galionsfigur der Deutschland beim Marine-Wasserturm der Marineschule Mürwik (Foto 2014)

Nach der Schlacht wurden die Deutschland und ihre drei überlebenden Schwesterschiffe dem Küstenschutz in dem Sicherungsverband der westlichen Ostsee zur Verfügung gestellt. 1917 wurden sie nicht mehr für Kampfaufgaben herangezogen und erfüllten nur noch Unterstützungsrollen. Der Betrieb der alten Schiffe im Verhältnis zu ihrem Nutzen erwies sich als viel zu personalaufwendig. Am 15. August wurde daher das II. Geschwader aufgelöst und am 10. September die Deutschland in Kiel außer Dienst gestellt. Dort wurden auch noch ihre schweren Waffen entfernt, bevor die Deutschland bis zum Kriegsende als Wohnschiff nach Wilhelmshaven verlegte.
Am 25. Januar 1920 wurde sie von der Liste der Kriegsschiffe gestrichen und im Lauf des Jahres zum Abbruch verkauft, der 1922 abgeschlossen war. Ihre Bugzier ist in der Unterwasserwaffenschule in Eckernförde erhalten und ihre Schiffsglocke im Mausoleum des Prinzen Heinrich in Gut Hemmelmark ausgestellt.

## Kommandanten
| 3. August bis September 1906       | Kapitän zur See Wilhelm Becker      |
| September 1906 bis 31. März 1909   | Kapitän zur See Günther von Krosigk |
| 1. April 1909 bis Oktober 1912     | Kapitän zur See Ehler Behring       |
| Oktober 1912 bis Juli 1916         | Kapitän zur See Hugo Meurer         |
| Juli 1916 bis August 1916          | Kapitän zur See Rudolf Bartels      |
| August 1916 bis 10. September 1917 | Kapitän zur See Reinhold Schmidt    |

## Bekannte Besatzungsangehörige
- Ernst von Weizsäcker (1882–1951), Marineoffizier sowie Diplomat, Staatssekretär des Auswärtigen Amtes und Brigadeführer der Allgemeinen SS